# Ray-Ban

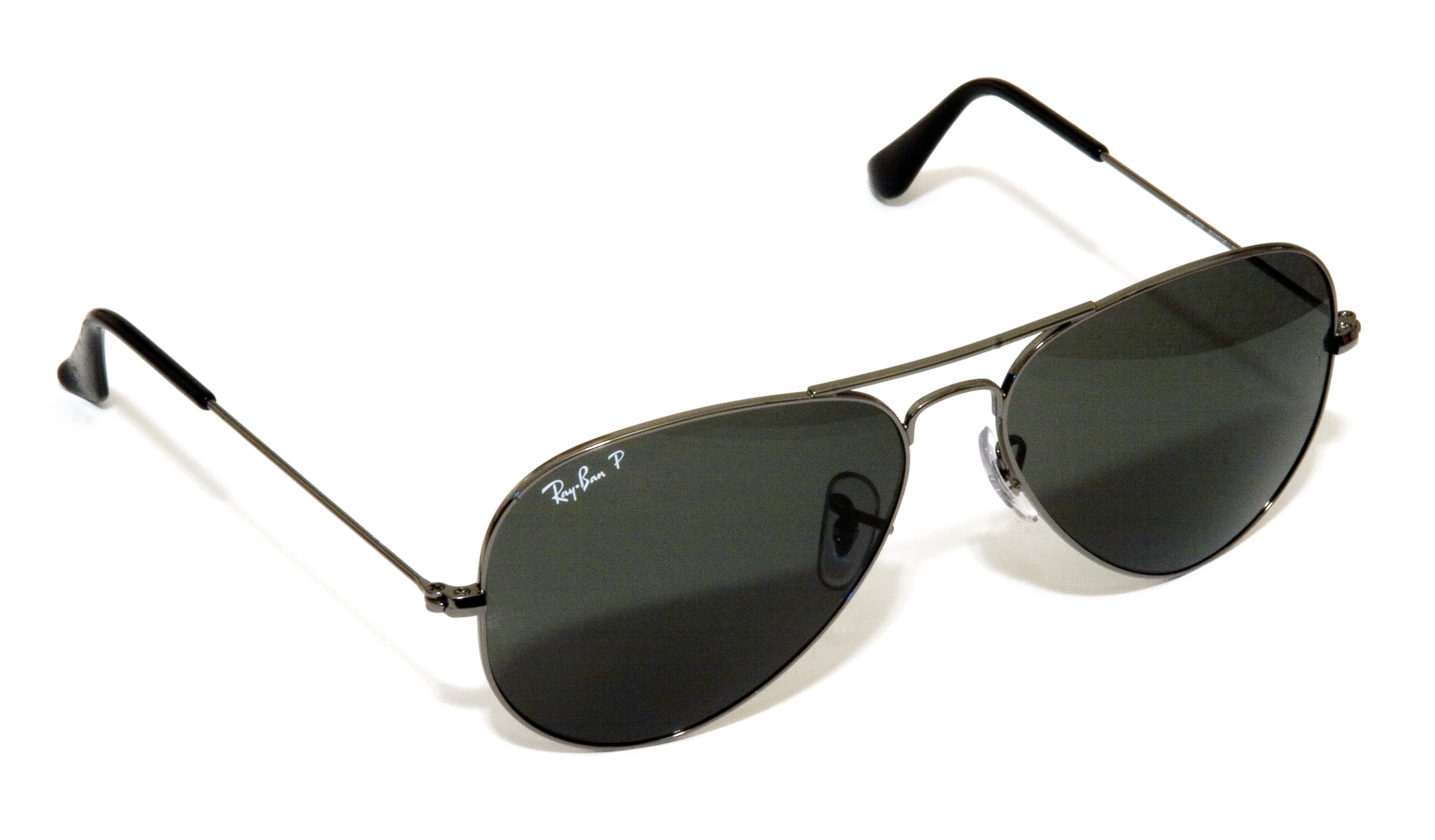
De Ray-Ban Aviator.

Ray-Ban is een fabrikant van zonnebrillen. Het bedrijf werd in 1937 opgezet door Bausch & Lomb, en in 1999 verkocht aan de Italiaanse Luxottica Group. Het hoofdkantoor is gevestigd in het Italiaanse Agordo.
De naam "Ray-Ban" is afgeleid van de Engelse woorden voor "straal" (ray) en "uitbannen" (ban). Letterlijk dus iets om (licht)stralen mee uit te bannen. 
De geschiedenis van Ray-Ban begon in 1936, toen Bausch & Lomb van de Amerikaanse luchtmacht het verzoek kreeg een zonnebril voor piloten te ontwerpen. Dit werd het "Aviator"-model, dat in 1937 ook voor het publiek op de markt kwam. Variaties op dit model, met de karakteristieke oogkas vullende vorm, zijn tot op de dag van vandaag te koop.
In 2021 sloot het bedrijf een alliantie met Facebook voor de ontwikkeling van VR-brillen voor het Metaverse-project.
In februari 2025 werd A$AP Rocky tot de eerste creatief directeur van Ray-Ban Studios benoemd, de creatieve tak van het brillenmerk. Rocky houdt zich in deze rol bezig met het ontwerpen van nieuwe collecties en het ontwikkelen van campagnes. 